# Breed Progressief Front
Het Breed Progressief Front (Spaans: Frente Amplio Progresista, FAP) is een samenwerkingsverband van linkse politieke partijen in Mexico. De FAP bestaat uit de Partij van de Democratische Revolutie (PRD), Convergentie en de Partij van de Arbeid (PT).
Het FAP is voortgekomen uit de Coalitie voor het Welzijn van Allen (Coalición por el Bien de Todos), de coalitie van de drie partijen in de verkiezingen van 2 juli 2006. In deze verkiezingen verloor PRD-politicus Andrés Manuel López Obrador met een flinterdunne het presidentschap aan Felipe Calderón, doch López Obrador beweerde dat er fraude in het spel was en vormde een tegenregering. De drie partijen besloten na de verkiezingen hun samenwerking voort te zetten in oppositie tegen Calderóns regering en nemen ook meestal gezamenlijk deel aan verkiezingen. De eerste coördinator van het FAP was Jesús Ortega, die op 26 november 2007 werd afgelost door Porfirio Muñoz Ledo.
Interne verkiezingen binnen de PRD leidden in 2008 tot spanningen binnen het FAP. Ortega won deze verkiezingen van Alejandro Encinas, de favoriet van López Obrador, maar van beide zijden werden onregelmatigheden gemeld. Nadat het Federaal Electoraal Gerechtshof in november de overwinning bevestigde van Ortega, die bekendstaat als criticus van López Obrador, zegde Convergentie de samenwerking met de PRD op, en gaf de partij aan in 2009 liever slechts met de PT aan de verkiezingen deel te zullen nemen. 